# Cerocala vermiculosa
Cerocala vermiculosa là một loài bướm đêm trong họ Erebidae.